# Tarnov (Nebraska)
Tarnov – wieś w Stanach Zjednoczonych, w stanie Nebraska, w hrabstwie Platte.